# Corinne Calvetová
Corinne Calvetová (nepřechýleně Calvet; rodným jménem Corinne Dibos, 30. dubna 1925 Paříž – 23. června 2001 Los Angeles) byla francouzská herečka, která se objevovala převážně v amerických filmech.

## Životopis

### Mládí a začátek kariéry
Narodila se 30. dubna 1925 v Paříži do bohaté rodiny. Její matka byla vědkyně, která přispěla k vynálezu skla známého jako Pyrex, který se nejprve používal na laboratorní sklo, ale brzy se z něj začalo vyrábět i kuchyňské nádobí. Corinne již ve dvanácti letech debutovala v krátkometrážním filmu Super Cue Men, ale tehdy se ještě herectví profesně věnovat nechtěla. Nejprve začala studovat trestní právo na univerzitě v Sorbonně, ale herectví si nakonec rozmyslela a nastoupila na hereckou školu Charlese Dullina. Ve studiu herectví poté pokračovala i na L'Ecole du Cinema.
Počátkem 40. let začala vystupovat v rozhlase, k čemuž brzy přidala debut na divadelních prknech i na stříbrném plátně. Prvním snímkem, který odstartoval její kariéru se stal romantický film La Part de l'ombre (1945) a po druhé světové válce začala působit i jako dabérka, která nejčastěji propůjčovala hlas slavné americké herečce Ritě Hayworthové. Ve Francii se během 40. let objevila ještě v dalších třech filmech (Pétrus (1946), Nous ne sommes pas mariés (1946) a Le château de la dernière chance (1947)), ale zlom v její kariéře nastal, když se v roce 1947 seznámila s producentem od amerického filmového studia Paramount Pictures Halem B. Wallisem.

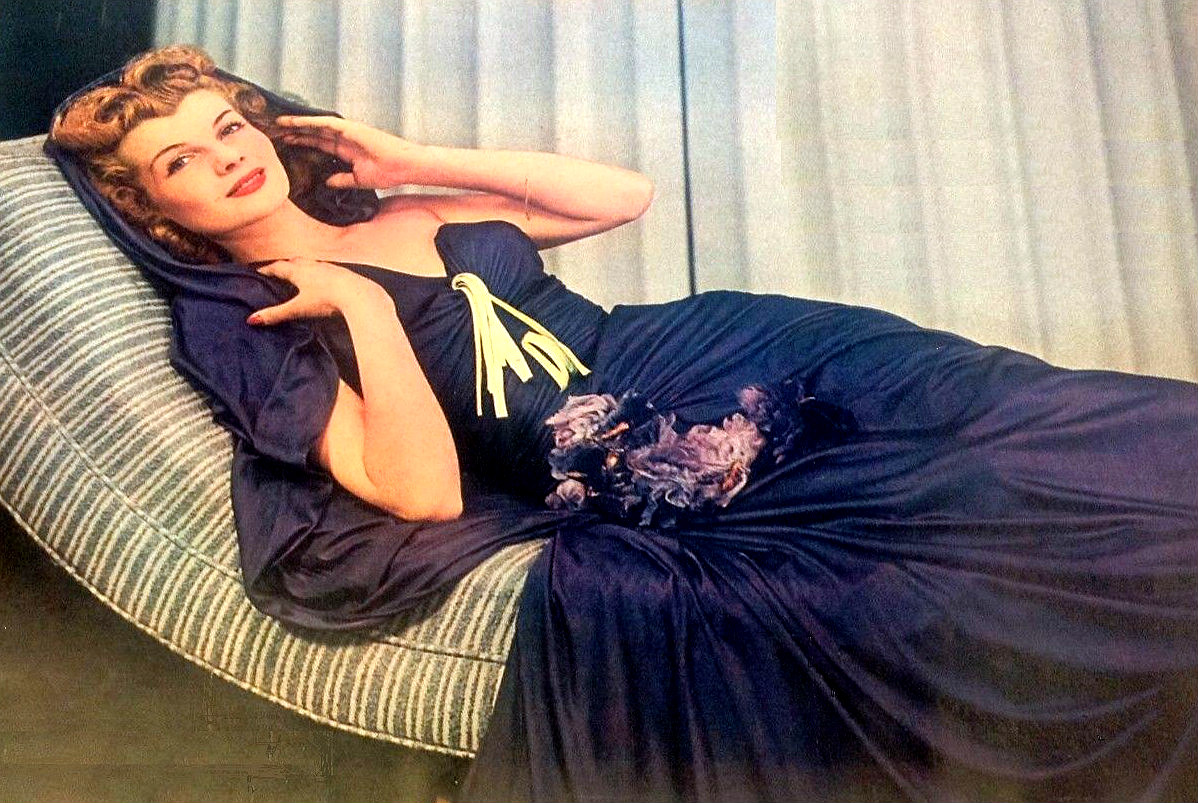
Fotografie Corinne Calvetové z novin New York Sunday News (28. září 1947)

Většina velkých hollywoodských studií tehdy hledala nové talentované evropské herečky v naději, že objeví někoho, kdo by nahradil bývalé hvězdy jako švédské herečky Gretu Garbo a Ingrid Bergmanovou či německou herečku Marlene Dietrichovou. Studio Paramount nabídlo Corinne roli ve filmu Sealed Verdict (1948) a ta jim na roli kývla. V únoru 1947 se studiem nakonec podepsala smlouvu a odcestovala do Ameriky. Kvůli omezeným znalostem angličtiny a příliš nízkému věku však role nakonec připadla herečce s českým původem; Florence Marlyové. Po následující rok pro ni Paramount žádnou jinou práci ve filmu nenašel. Místo toho trávila čas zdokonalováním se v angličtině, ale podle herečky a novinářky Heddy Hopperové raději často navštěvovala nejrůznější noční kluby. Studio Paramount jí proto brzy dalo výpověď.
Corinne se následně obrátila na studio Metro-Goldwyn-Mayer a po kamerových zkouškách s ní v červenci 1948 uzavřeli šestiměsíční smlouvu. V témže roce se také provdala ze herce Johna Bromfielda, který pracoval právě pro Paramount a s Wallisem jí nakonec vyjednal roli v dobrodružném film-noiru Rope of Sand (1949), kde se blýskla po boku Burta Lancastera a Paula Henreida. Studio MGM ji o rok později zapůjčilo i studiu 20th Century Fox, které ji obsadilo do válečné komedie When Willie Comes Marching Home (1950) s Danem Daileym. Studio Fox následně odkoupilo od Paramountu polovinu její smlouvy, což jim zajistilo právo obsadit Corinne do dalších pěti snímků. Nejprve ji však obsadil Paramount do komedie My Friend Irma Goes West (1950), od kterého si slibovala, že konečně odstartuje její kariéru. O rok později ji Paramount obsadil do dalšího dobrodružného filmu Quebec (1951), ale za muzikál On the Riviera pro Fox byla paradoxně jmenována herečkou s nejhorším hereckým výkonem roku 1951. Během 50. let se i nadále pravidelně střídala mezi Paramountem a Foxem a do návratu do Evropy natočila celkem 10 další filmů, mezi které patří například válečná komedie What Price Glory (1953), drama Thunder in the East (1952) či westerny Powder River (1953) a Vzdálená země (1954).

### Návrat do Evropy a pozdější roky

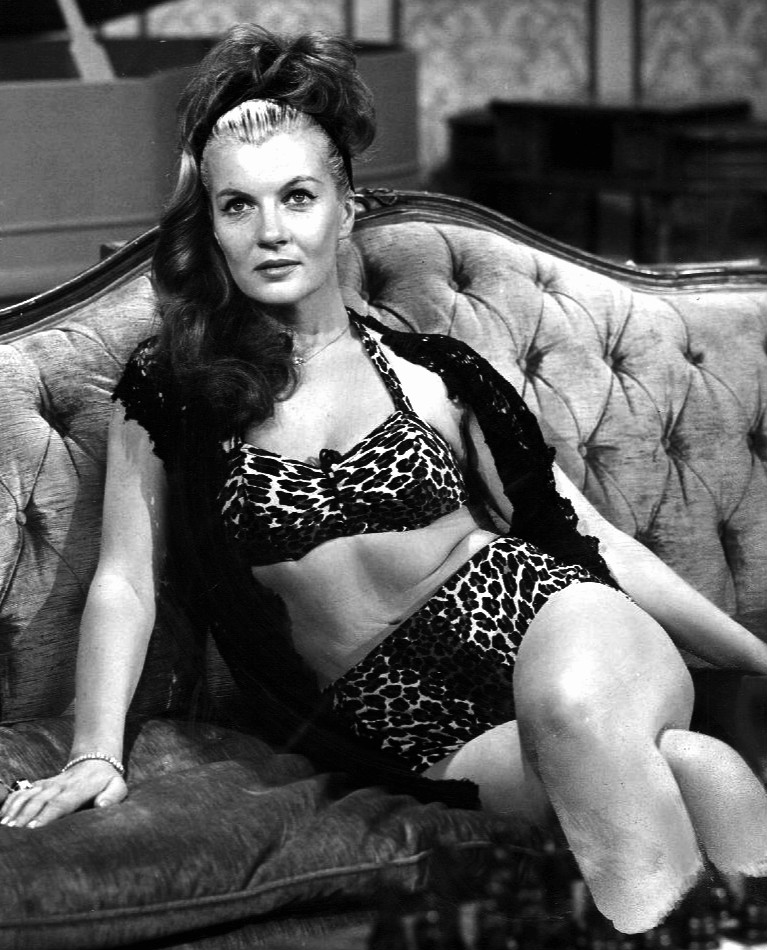
Corinne Calvetová v seriálu The DuPont Show of the Week (8. května 1964)

Po westernu Vzdálená země se vrátila zpět do Francie na natáčení thrilleru Bonnes à tuer (1954) a o rok později odcestovala také do Itálie, kde se objevila v dalších dvou snímcích; Děvčata ze San Frediana a Le avventure di Giacomo Casanova. Po krimi dramatu Operazione notte (1957) se však vrátila zpět do Hollywoodu a do konce dekády se kromě westernu Plunderers of Painted Flats (1959) objevila také ve spoustě televizních seriálů jako například Climax!, Studio One nebo Richard Diamond, Private Detective. V roce 1960 se nakonec opět rozhodla vrátit se do vlasti.
„Dokud Simone Signoretová nezískala Oscara, hollywoodští producenti nechtěli věřit, že francouzské herečky dokážou také hrát. Nyní se vracím do Francie a vrátím se, až budu uznávaná jako opravdová herečka.“
O dva roky později se do Spojených států přesto vrátila a objevila se v úspěšném dramatu Hemingway's Adventures of a Young Man (1962), které poté následoval další western Apačové (1965). Brzy se vrátila také k seriálům a natočila několik epizod v seriálech jako Burke's Law a Batman. U televize zůstala až do konce 80. let a jednou za pár let se objevila i ve filmu. Svou hereckou kariéru ukončila v roce 1988.

### Osobní život
Jejím prvním manželem se stal v roce 1948 herec John Bromfield, se kterým si také zahrála ve filmu Rope of Sand (1949). Po šesti letech manželství se však rozvedli a o rok později se Corinne vdala podruhé, za herce Jeffreyho Stonea, se kterým se jí narodil syn Robin. I její druhé manželství skončilo rozvodem v roce 1960 a poté udržovala po šest let vztah s milionářem Donaldem Scottem. V roce 1968 se nakonec provdala potřetí, za producenta Roberta J. Wirta, se kterým však žila jen tři roky.
Corinne Calvetová zemřela 23. června 2001 v Los Angeles na krvácení do mozku.

## Filmografie

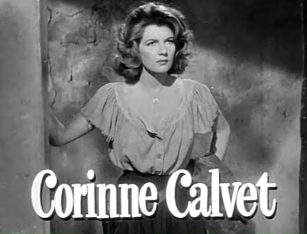
Corinne Calvetová ve filmu When Willie Comes Marching Home (1950)

### Filmy
- 1945 La Part de l'ombre (režie Jean Delannoy)
- 1946 Pétrus (režie Marc Allégret)
- 1946 Nous ne sommes pas mariés (režie Bernard Roland)
- 1947 Le château de la dernière chance (režie Jean-Paul Paulin)
- 1949 Rope of Sand (režie William Dieterle)
- 1950 When Willie Comes Marching Home (režie John Ford)
- 1950 My Friend Irma Goes West (režie Hal Walker)
- 1951 Quebec (režie George Templeton)
- 1951 On the Riviera (režie Walter Lang)
- 1951 Peking Express (režie William Dieterle)
- 1952 Thunder in the East (režie Charles Vidor)
- 1952 Sailor Beware (režie Hal Walker)
- 1952 What Price Glory (režie John Ford)
- 1953 Powder River (režie Louis King)
- 1953 Flight to Tangier (režie Charles Marquis Warren)
- 1954 Vzdálená země (režie Anthony Mann)
- 1954 So This Is Paris (režie Richard Quine)
- 1954 Bonnes à tuer (režie Henri Decoin)
- 1955 Děvčata ze San Frediana (režie Valerio Zurlini)
- 1955 Le avventure di Giacomo Casanova (režie Steno)
- 1957 Operazione notte (režie Giuseppe Bennati)
- 1959 Plunderers of Painted Flats (režie Albert C. Gannaway)
- 1960 Bluebeard's Ten Honeymoons (režie W. Lee Wilder)
- 1962 Hemingway's Adventures of a Young Man (režie Martin Ritt)
- 1965 Apačové (režie R.G. Springsteen)
- 1970 Pound (režie Robert Downey Sr.)
- 1970 The Low Price of Fame (režie Jerry Schafer)
- 1977 Too Hot to Handle (režie Don Schain)
- 1980 Dr. Heckyl a pan Hype (režie Charles B. Griffith)
- 1982 Meč a čaroděj (režie Albert Pyun)
- 1988 Side Roads (režie Bill Bordy)

### Krátkometrážní
- 1949 Super Cue Men (režie Dave O'Brien)
- 1952 Screen Snapshots: Hollywood on a Sunday Afternoon (režie Ralph Staub)

### TV filmy
- 1974 The Phantom of Hollywood (režie Gene Levitt)
- 1979 She's Dressed to Kill  (režie Gus Trikonis)

### Seriály
- 1952–1953 Lux Video Theatre (2 epizody, režie Fielder Cook)
- 1954 The Ford Television Theatre (1 epizoda, režie Frederick Stephani)
- 1956 The Red Skelton Show (1 epizoda, režie Seymour Berns)
- 1957 Climax! (1 epizoda, režie Paul Nickell)
- 1958 Studio One (1 epizoda, režie Jack Smight)
- 1959 Richard Diamond, Private Detective (1 epizoda, režie Andrew McCullough)
- 1963–1965 Burke's Law (3 epizody, režie Franklin J. Schaffner, Richard Kinon a Don Weis)
- 1964 The DuPont Show of the Week (1 epizoda, režie Jerry Hopper)
- 1968 Batman (2 epizody, režie Sam Strangis)
- 1974 Kriminální oddělení  (1 epizoda, režie Richard Benedikt)
- 1979 Starsky and Hutch (1 epizoda, režie Petr Levin)
- 1979 The French Atlantic Affair (3 epizody, režie Douglas Heyes)
- 1980 Hart to Hart (1 epizoda, režie Frank Beascoechea)
- 1987 General Hospital (4 epizody, režie Marlene Laird)